# Perdita eriogoni
Perdita eriogoni is een vliesvleugelig insect uit de familie Andrenidae. De wetenschappelijke naam van de soort is voor het eerst geldig gepubliceerd in 1925 door Cockerell.